# Quattro Giorni di Dunkerque 1972
La Quattro Giorni di Dunkerque 1972, diciottesima edizione della corsa, si svolse dal 9 al 14 maggio su un percorso di 942 km ripartiti in 5 tappe (la terza e la quinta suddivise in due semitappe) più un cronoprologo, con partenza a Dunkerque e arrivo a Hondschoote. Fu vinta dal francese Yves Hézard della Sonolor-Lejeune davanti allo spagnolo Luis Ocaña e al belga Ferdinand Bracke.

## Tappe
| Tappa  | Data      | Percorso                                        | km   | Vincitore di tappa | Leader cl. generale |
| ------ | --------- | ----------------------------------------------- | ---- | ------------------ | ------------------- |
| Prol.  | 9 maggio  | Dunkerque > Dunkerque (cron. a squadre)         | 5    | Bic                |                     |
| 1ª     | 10 maggio | Dunkerque > Dunkerque                           | 210  | Yves Hézard        | Yves Hézard         |
| 2ª     | 11 maggio | Mers-les-Bains > San Quintino                   | 185  | Noël Vantyghem     | Yves Hézard         |
| 3ª-1ª  | 12 maggio | San Quintino > Valenciennes                     | 121  | Robert Mintkiewicz | Yves Hézard         |
| 3ª-2ª  | 12 maggio | Valenciennes > Valenciennes (cron. individuale) | 23,7 | Dirk Baert         | Yves Hézard         |
| 4ª     | 13 maggio | Valenciennes > Dunkerque                        | 200  | Eric Leman         | Yves Hézard         |
| 5ª-1ª  | 14 maggio | Dunkerque > Cassel                              | 117  | Ronny Vanmarcke    | Yves Hézard         |
| 5ª-2ª  | 14 maggio | Dunkerque > Hondschoote                         | 80   | Jozef Abelshausen  | Yves Hézard         |
| Totale | Totale    | Totale                                          | 942  |                    |                     |

## Dettagli delle tappe

### Prologo
- 9 maggio: Dunkerque > Dunkerque (cron. a squadre) – 5 km

| Pos. | Squadra             | Tempo |
| ---- | ------------------- | ----- |
| 1    | Bic                 | 6'25" |
| 2    | Peugeot-BP-Michelin | s.t.  |
| 3    | Beaulieu-Flandria   | a 1"  |

| Pos. | Corridore | Squadra | Tempo |
| ---- | --------- | ------- | ----- |

### 1ª tappa
- 10 maggio: Dunkerque > Dunkerque – 210 km

| Pos. | Corridore            | Squadra | Tempo    |
| ---- | -------------------- | ------- | -------- |
| 1    | Yves Hézard          | Sonolor | 5h26'00" |
| 2    | Daniel Van Ryckeghem | Sonolor | a 3"     |
| 3    | Cyrille Guimard      | Gan     | s.t.     |

| Pos. | Corridore   | Squadra | Tempo |
| ---- | ----------- | ------- | ----- |
| 1    | Yves Hézard | Sonolor |       |

### 2ª tappa
- 11 maggio: Mers-les-Bains > San Quintino – 185 km

| Pos. | Corridore            | Squadra | Tempo    |
| ---- | -------------------- | ------- | -------- |
| 1    | Noël Vantyghem       | Novy    | 5h26'00" |
| 2    | Daniel Van Ryckeghem | Sonolor | a 1"     |
| 3    | Cyrille Guimard      | Gan     | s.t.     |

| Pos. | Corridore   | Squadra | Tempo |
| ---- | ----------- | ------- | ----- |
| 1    | Yves Hézard | Sonolor |       |

### 3ª tappa - 1ª semitappa
- 12 maggio: San Quintino > Valenciennes – 121 km

| Pos. | Corridore            | Squadra | Tempo    |
| ---- | -------------------- | ------- | -------- |
| 1    | Robert Mintkiewicz   | Sonolor | 2h40'04" |
| 2    | Roger Rosiers        | Bic     | s.t.     |
| 3    | Daniel Van Ryckeghem | Sonolor | a 1'08"  |

| Pos. | Corridore   | Squadra | Tempo |
| ---- | ----------- | ------- | ----- |
| 1    | Yves Hézard | Sonolor |       |

### 3ª tappa - 2ª semitappa
- 12 maggio: Valenciennes > Valenciennes (cron. individuale) – 23,7 km

| Pos. | Corridore       | Squadra  | Tempo  |
| ---- | --------------- | -------- | ------ |
| 1    | Dirk Baert      | Beaulieu | 30'25" |
| 2    | Yves Hézard     | Sonolor  | a 23"  |
| 3    | Gilbert Bellone | Rokado   | a 26"  |

| Pos. | Corridore   | Squadra | Tempo |
| ---- | ----------- | ------- | ----- |
| 1    | Yves Hézard | Sonolor |       |

### 4ª tappa
- 13 maggio: Valenciennes > Dunkerque – 200 km

| Pos. | Corridore         | Squadra | Tempo    |
| ---- | ----------------- | ------- | -------- |
| 1    | Eric Leman        | Bic     | 4h51'56" |
| 2    | Cyrille Guimard   | Gan     | s.t.     |
| 3    | Fernand Bruggeman | Novy    | s.t.     |

| Pos. | Corridore   | Squadra | Tempo |
| ---- | ----------- | ------- | ----- |
| 1    | Yves Hézard | Sonolor |       |

### 5ª tappa - 1ª semitappa
- 14 maggio: Dunkerque > Cassel – 117 km

| Pos. | Corridore                | Squadra  | Tempo    |
| ---- | ------------------------ | -------- | -------- |
| 1    | Ronny Vanmarcke          | Beaulieu | 2h52'00" |
| 2    | Jean-Pierre Danguillaume | Peugeot  | a 11"    |
| 3    | Lucien Aimar             | Rokado   | s.t.     |

| Pos. | Corridore   | Squadra | Tempo |
| ---- | ----------- | ------- | ----- |
| 1    | Yves Hézard | Sonolor |       |

### 5ª tappa - 2ª semitappa
- 14 maggio: Dunkerque > Hondschoote – 80 km

| Pos. | Corridore         | Squadra     | Tempo    |
| ---- | ----------------- | ----------- | -------- |
| 1    | Jozef Abelshausen | Watney-Avia | 1h50'56" |
| 2    | Jan Hordijk sr    | Beaulieu    | a 1'11"  |
| 3    | Jean-Pierre Genet | Gan         | a 1'13"  |

| Pos. | Corridore        | Squadra | Tempo     |
| ---- | ---------------- | ------- | --------- |
| 1    | Yves Hézard      | Sonolor | 22h22'01" |
| 2    | Luis Ocaña       | Bic     | a 20"     |
| 3    | Ferdinand Bracke | Peugeot | a 30"     |

## Classifiche finali

### Classifica generale
| Pos. | Corridore        | Squadra                | Tempo     |
| ---- | ---------------- | ---------------------- | --------- |
| 1    | Yves Hézard      | Sonolor-Lejeune        | 22h22'01" |
| 2    | Luis Ocaña       | Bic                    | a 20"     |
| 3    | Ferdinand Bracke | Peugeot-BP-Michelin    | a 30"     |
| 4    | Cyrille Guimard  | Gan-Mercier-Hutchinson | a 45"     |
| 5    | André Dierickx   | Beaulieu-Flandria      | a 47"     |
| 6    | Gilbert Bellone  | Rokado                 | a 55"     |
| 7    | Roger Rosiers    | Bic                    | a 1'01"   |
| 8    | Charly Grosskost | Bic                    | a 1'08"   |
| 9    | Lucien Aimar     | Rokado                 | a 1'15"   |
| 10   | Willy Teirlinck  | Sonolor-Lejeune        | a 1'16"   |